# Кампінос-А
Кампінос-А (пол. Kampinos A) — село в Польщі, у гміні Кампінос Варшавського-Західного повіту Мазовецького воєводства.
Населення — 441 особа (2011).
У 1975-1998 роках село належало до Варшавського воєводства.

## Демографія
Демографічна структура станом на 31 березня 2011 року:
|          | Загалом | Допрацездатний вік | Працездатний вік | Постпрацездатний вік |
| -------- | ------- | ------------------ | ---------------- | -------------------- |
| Чоловіки | 215     | 58                 | 142              | 15                   |
| Жінки    | 226     | 46                 | 143              | 37                   |
| Разом    | 441     | 104                | 285              | 52                   |